# Alastair G. W. Cameron
Alastair Graham Walter Cameron (Winnipeg, 21 de junho de 1925 — 3 de outubro de 2005) foi um astrofísico canadense e cientista espacial.
Foi membro do Departamento de Astronomia da Harvard University. Cameron, filho de um bioquímico canadense, nasceu em Winnipeg. Obteve o bacharelado na University of Manitoba e o doutorado na Universidade de Saskatchewan. Foi um dos pioneiros na teoria da nucleossíntese estelar – a produção de elementos químicos nas estrelas. Ele também foi o primeiro a propor que a formação da Lua resultou do impacto de um corpo do tamanho de Marte com a Terra primitiva